# Earinus
Earinus war ein Sklave und Freigelassener des römischen Kaisers Domitian (* 51 n. Chr.; † nach 96 n. Chr.; regierte 81–96 n. Chr.), dem er als Mundschenk und Lustknabe (puer delicatus) diente. Nach seiner Freilassung durch den Kaiser nahm er – wie alle römischen Freigelassenen – dessen Gentilnamen an: Flavius Earinus.
Earinus (von griechisch Έαρινός = zum Frühling gehörend) stammte wohl aus Pergamon in der Provinz Asia (Publius Papinius Statius). Da er um 94/95 n. Chr. noch ein Teenager gewesen sein muss, kann er nicht vor 75/76 n. Chr.  geboren sein.
Er kam als Sklave wegen seiner außergewöhnlichen Schönheit als Geschenk an den Hof Domitians. Erst in Italien wurde er kastriert (so Statius) wohl um seine Schönheit und Jugendlichkeit möglichst lange zu erhalten. Er war wohl erst seit 94/95 n. Chr., d. h. erst in den letzten Regierungsjahren des Kaisers als Mundschenk und Lieblingssklave des Kaisers in Diensten. Domitians Beziehung zu Earinus war wohl der Hintergrund eines Gesetzes Domitians, das die Kastration im Römischen Reich verbot. Die Dichter Martial (40 – 103/104 n. Chr.) und Statius (40 – 96 n. Chr.) haben ihm und seiner Liebesbeziehung zu Domitian jeweils mehrere panegyrische bzw. epigrammatische Gedichte gewidmet. Über sein weiteres Schicksal nach der Ermordung Domitians im September 96 n. Chr. ist nichts bekannt.